# Жусупов, Темиртас Берикович
Темиртас Берикович Жусупов (род. 15 января 1988, Тассуат, Акмолинская область, Казахская ССР) — казахский боксёр-любитель. МСМК, чемпион мира (2021), чемпион Азии (2013), бронзовый призёр чемпионата Азии (2019), чемпион Всемирных военных игр (2019), чемпион мира среди военнослужащих (2021), чемпион Всемирной серии бокса (WSB)-2015, 8-кратный чемпион Казахстана (2012,2013—2014,2017,2024, 2016—2018) в любителях. Лучший боксёр Казахстана 2018 года.

## Биография
Учился в Тассуатской школе, показывал хорошие результаты в легкой атлетике, серьёзно занимался борьбой. В 2005 году поступил в Кокшетауский государственный университет (КГУ) имени Шокана Уалиханова, факультет туризма, спорта и дизайна. В университете начал заниматься боксом и, когда окончил его в 2009 году, стал также мастером спорта по боксу.

## Любительская карьера

### Чемпионаты Казахстана
В ноябре 2012 года Жусупов стал серебряным призёром чемпионата Казахстана по боксу в Астане, уступив в финале опытному Биржану Жакыпову из ЮКО, признанному лучшим боксёром первенства.
В ноябре 2013 года выиграл своё первое чемпионское звание в Атырау в финале у Ержана Жомарта (ЮКО) на первенстве Казахстана.
В декабре 2014 года в Таразе повторил успешный прошлогодний финал с тем же Ержаном Жомартом.
В ноябре 2016 года на чемпионате Казахстана в Павлодаре вновь победил в финале Ержана Жомарта, который проиграл 3-й финал подряд.
В ноябре 2017 года в Шымкенте в 4-й раз стал чемпионом Казахстана, обыграв в финале молодого проспекта из ЮКО Шалкара Айкынбая.
В ноябре 2018 года в Актау в 5-й рекордный раз стал чемпионом Казахстана, выиграв в финале у Ермека Мадиева (Тараз).

### Чемпионаты Азии
В июле 2013 года серебряного призёра Жусупова включили в сборную Казахстана вместо чемпиона РК Биржана Жакыпова, готовившегося к чемпионату мира, и Темиртас выиграл звание чемпиона Азии в Аммане (Иордания), побив в финале индуса Лайшрама Сингха и став первым из 7 казахстанских чемпионов в 10 весовых категориях.
На Летние Азиатские игры 2014 года в Инчхоне (Южная Корея) вместо чемпиона РК Жусупова теперь поехал ветеран чемпион мира-2013 Биржан Жакыпов, который в финале проиграл корейцу Шин Йонг Хуну.
На чемпионате Азии-2015 в Бангкоке (Таиланд) чемпион РК Жусупов в 1/8 финала неожиданно проиграл узбеку Хасанбою Дусматову, который в итоге стал новым чемпионом Азии.
На Чемпионат Азии по боксу 2017 в Ташкенте (Узбекистан) снова вместо чемпиона РК Жусупова поехал серебряный призёр РК Ержан Жомарт, который в четвертьфинале проиграл тому же Хасанбою Дусматову, снова ставшему чемпионом Азии.
На Летние Азиатские игры 2018 в Джакарте (Индонезия) поехал чемпион РК Жусупов, но в четвертьфинале тоже проиграл филиппинцу Пааламу Карло.
На чемпионате Азии-2019 в Бангкоке (Таиланд) уже пятикратный чемпион Казахстана Темиртас из-за сильного рассечения левой брови не смог выйти на полуфинальный бой и довольствовался бронзовой медалью.

### Международные турниры
В феврале 2013 года Жусупов стал победителем на представительном международном турнире «Странджа» в Болгарии.
В июне 2018 года Жусупов выиграл VI традиционный международный турнир «Кубок Президента РК» в Астане , одолев в финале Ержана Жомарта.
В октябре 2019 года, в Ухане (КНР) стал победителем Всемирных военных игр, в весовой категории до 49 кг, в финале победив индийского боксёра Дипака.
В конце сентября 2021 года стал чемпионом на 58-м чемпионате мира среди военнослужащих в Москве (Россия) проведённого под эгидой Международного совета военного спорта, в финале победив бразильского боксёра Леандерсо Консейсау.
В начале ноября 2021 года, в Белграде (Сербия) стал чемпионом мира, в категории до 48 кг, где он в финале победил по очкам единогласным решением судей (счёт: 5:0) боксёра из Таиланда Вуттичая Юрачая.

### «Astana Arlans»
Темиртас Жусупов в 2015 году был принят в ряды казахской полупрофессиональной команды «Astana Arlans», выступающей во Всемирной серии бокса (WSB). И в этом сезоне она стала победителем турнира, выиграв в финале (6-4) у прошлогоднего чемпиона кубинской команды «Cuba Domadores» (Кубинские укротители). Темиртас Жусупов одержал важную победу над Йоанисом Аргилагосом.